# Argyrochosma incana
Argyrochosma incana là một loài thực vật có mạch trong họ Adiantaceae. Loài này được (C. Presl) Windham miêu tả khoa học đầu tiên năm 1987.